# IISHF Inline-Skaterhockey-Europameisterschaft 2013
Die 17. IISHF Inline-Skaterhockey-Europameisterschaft wurde vom 25. Oktober bis zum 27. Oktober 2013 in Rødovre, Dänemark ausgetragen. Spielort war die Rødovre Stadionhal. Europameister wurde die Mannschaft aus Deutschland, die im Finale gegen die Schweiz, durch zwei Tore in der letzten Spielminute, gewinnen konnte.

## Teilnehmer
| Dänemark | Deutschland | Österreich | Schweiz | Großbritannien |

## Vorrunde
| 25. Oktober 2013 09:30 | Deutschland Hannes Ressel (04:17) Florian Nies (07.59) Fabian Lenz (08:08) Sebastian Schneider (08:48) Fabian Lenz (10:02) Robin Weisheit (18:21) Paul Fiedler (18:36) Robin Weisheit (20:11) Fabian Lenz (22:11) David Weisheit (24:58) Fabian Lenz (27:50) Fabian Lenz (37:00) David Weisheit (39:20) | 13:1 (5:0, 6:1, 2:0) Spielbericht | Österreich Alex Panholzer (27:59) | Kopenhagen |

| 25. Oktober 2013 11:30 | Dänemark Sebastian Alsing (11:33) Bo Larsen (23:41) Kristian Damgård (25:53) Kristian Damgård (44:36) | 4:5 (1:3, 2:1, 1:1) Spielbericht | Schweiz Vincent Monbaron (06:43) Didier Minacci (08:20) Lionel Page (13:49) Dylan Chuard (23:15) Vincent Monbaron (43:41) | Kopenhagen |

| 25. Oktober 2013 13:30 | Großbritannien Lee Hayter (38:21) | 1:4 (0:2, 0:1, 1:1) Spielbericht | Deutschland Sebastian Miller (12:50) Tim Linke (14:05) Tim Linke (24:01) Fabian Lenz (41:15) | Kopenhagen |

| 25. Oktober 2013 15:30 | Österreich Simon Majek (12:12) Thomas Konzett (25:37) Roland Schiller (43:27) | 3:15 (1:7, 1:5, 1:3) Spielbericht | Dänemark Oliver Sommer (00:43) Rasmus Nielsen (02:52) Christian Hansen (05:04) Robin Stilling (08:42) Oliver Sommer (12:53) Rasmus Nielsen (13:21) Rasmus Nielsen (14:54) Robin Stilling (15:23) Sebastian Alsing (16:19) Robin Stilling (21:14) Jan Arnholtz (22:07) Robin Stilling (26:57) David Petterson (37:38) Søren Damgård (40:18) Oliver Sommer (44:59) | Kopenhagen |

| 25. Oktober 2013 17:30 | Schweiz Cédric Denervaud (04:36) Patrick Sprecher (09:11) Dylan Chaurd (41:03) | 3:1 (2:1, 1:0, 0:0) Spielbericht | Großbritannien Shaun Dipnall (05:10) | Kopenhagen |

| 26. Oktober 2013 09:30 | Österreich Thomas Schartner (19:18) Roland Schiller (22:36) Matthias Gottschling (24:34) Thomas Konzett (28:06) | 4:10 (0:1, 4:7, 0:2) Spielbericht | Großbritannien Matt Tarpey (08:51) Paul Lane (16:20) Peter Cox (18:07) Josh Florey (20:06) Andy Baybutt (22:06) Andy Baybutt (28:58) Liam Martin (27:18) Josh Florey (40:18) Josh Florey (43:54) | Kopenhagen |

| 26. Oktober 2013 11:30 | Deutschland Tim Linke (27:39) Marco Hellwig (31:34) Pascal Poerschke (39:07) Kevin Markus Wilson (43:16) Kevin Markus Wilson (43:47) David Weisheit (44:28) Robin Weisheit (44:40) | 7:5 (0:1, 1:2, 6:2) Spielbericht | Schweiz Alain Stebler (14:18) Pietro Fassora (18:04) Lionel Page (21:14) Patrick Sprecher (34:17) Cyril Estoppey (44:00) | Kopenhagen |

| 26. Oktober 2013 13:30 | Großbritannien Josh Florey (01:36) Matt Tarpey (34:12) | 2:11 (1:5, 0:3, 1:3) Spielbericht | Dänemark David Petterson (02:02) Robin Stilling (02:24) Jim Gudmand (03:18) Robin Stilling (07:06) Jim Gudmand (11:41) Robin Stilling (17:51) Oliver Sommer (23:35) Rasmus Astrup (24:07) Rasmus Astrup (31:34) Christian Hansen (38:32) Bo Larsen (44:00) | Kopenhagen |

| 26. Oktober 2013 15:30 | Schweiz Yann Frossard (01:40) Dylan Chuard (02:59) Aron Fassora (04:34) Grégory Koulmey (04:49) Cyril Estoppey (18:23) Dylan Chuard (34:20) Vincent Monbaron (34:35) Aron Fassora (37:21) Grégory Koulmey (38:02) Vincent Monbaron (40:00) David Fleury (44.24) | 11:6 (4:3, 1:1, 6:2) Spielbericht | Österreich Philipp Steiner (06:53) Dominik Prückler (10:14) Alex Panholzer (12:56) Roland Schiller (28:42) Simon Majek (30:12) Thorsten Prior (33:52) | Kopenhagen |

| 26. Oktober 2013 17:30 | Dänemark Oliver Sommer (23:08) Kristian Damgård (43:16) | 2:8 (0:3, 1:2, 1:3) Spielbericht | Deutschland Robin Weisheit (02:04) Fabian Lenz (07:28) Pascal Poerschke (08:16) Fabian Lenz (18:24) Tim Linke (23:36) Sebastian Schneider (35:46) Robin Weisheit (37:18) Tobias Stöckhardt (43:29) | Kopenhagen |

| Pl. |                | Sp | S | U | N | Tore  | Punkte |
| --- | -------------- | -- | - | - | - | ----- | ------ |
| 1.  | Deutschland    | 4  | 4 | 0 | 0 | 32:09 | 8      |
| 2.  | Schweiz        | 4  | 3 | 0 | 1 | 24:18 | 6      |
| 3.  | Dänemark       | 4  | 2 | 0 | 2 | 32:18 | 4      |
| 4.  | Großbritannien | 4  | 1 | 0 | 3 | 14:22 | 2      |
| 5.  | Österreich     | 4  | 0 | 0 | 4 | 14:49 | 0      |

## Finalrunde
|  | Halbfinale | Halbfinale     | Halbfinale |  |         | Finale           | Finale           | Finale           |
|  |            |                |            |  |         |                  |                  |                  |
|  |            |                |            |  |         |                  |                  |                  |
|  | 1          | Deutschland    | 7          |  |         |                  |                  |                  |
|  | 4          | Großbritannien | 2          |  |         |                  |                  |                  |
|  |            |                |            |  | Schweiz | 2                |                  |                  |
|  |            |                |            |  |         | Deutschland      | 4                |                  |
|  | 2          | Schweiz        | 8          |  |         |                  |                  |                  |
|  | 3          | Dänemark       | 7          |  |         | Spiel um Platz 3 | Spiel um Platz 3 | Spiel um Platz 3 |
|  |            |                |            |  |         |                  |                  |                  |
|  |            |                |            |  |         |                  |                  |                  |
|  |            |                |            |  |         |                  |                  |                  |

Halbfinale
| 27. Oktober 2013 09:00 | Schweiz Sandy Vuillemier (06:11) Didier Minacci (09:31) Didier Minacci (19:22) Cyril Estoppey (23:44) Vincent Monbaron (32:20) Vincent Monbaron (PS) Aron Fassora (PS) Grégory Koulmey (PS) | 8:7 n. P. (2:3, 2:2, 1:0, 0:0, 3:2) Spielbericht | Dänemark David Petterson (03:39) Sebastian Alsing (06:54) Kristian Damgård (11:40) Oliver Sommer (21:30) Michael Benndesen (28:21) Sebastian Alsing (PS) Rasmus Alsing (PS) | Kopenhagen |

| 27. Oktober 2013 11:00 | Deutschland Robin Weisheit (02:42) Kevin Markus Wilson (05:59) Pascal Poerschke (10:26) Kevin Markus Wilson (25:19) David Weisheit (30:58) Sebastian Schneider (42:01) Paul Fiedler (44:04) | 7:2 (3:0, 1:2, 3:0) Spielbericht | Großbritannien Josh Florey (15:12) Tom Sweet (16:32) | Kopenhagen |

Spiele um Platz 3 – 5
| 27. Oktober 2013 13:00 | Österreich Roland Schiller (09:50) Stefan Rezner (19:43) Thomas Schartner (29:51) Philipp Steiner (38:31) | 4:4 (2:3, 2:1) Spielbericht | Dänemark Christian Hansen (06:32) Kristian Damgård (15:57) Sebastian Alsing (19:00) Mikkel Weber (25:55) | Kopenhagen |

| 27. Oktober 2013 14:45 | Großbritannien Tom Sweet (02:13) Paul Lane (07:24) Matt Tarpey (08:14) Peter Cox (27:51) Josh Silvester (30:59) Josh Silvester (31:59) Matt Tarpey(32:39) Lee Haytee (37:46) | 8:1 (3:0, 5:1) Spielbericht | Österreich Simon Majek (39:43) | Kopenhagen |

| 27. Oktober 2013 16:30 | Dänemark Oliver Sommer (01:18) Robin Stilling (06:19) David Petterson (06:32) Kristian Damgård (18:33) Robin Stilling (19:47) Sebastian Alsing (28:26) | 6:4 (5:2, 1:2) Spielbericht | Großbritannien Paul Lane (10:43) Peter Cox (16:33) Paul Lane (23:11) Peter Cox (27:13) | Kopenhagen |

Finale
| 27. Oktober 2013 18:15 | Schweiz Cyril Estoppey (07:53) Pietro Fassora (09:09) | 2:4 (2:1, 0:0, 0:3) Spielbericht | Deutschland Marco Hellwig (08:21) Robin Weisheit (30:13) Pascal Poerschke (43:59) Fabian Lenz (44:51) | Kopenhagen |

## Abschlussplatzierungen
| RF | Team           |
| -- | -------------- |
| 1  | Deutschland    |
| 2  | Schweiz        |
| 3  | Dänemark       |
| 4  | Großbritannien |
| 5  | Österreich     |

## All-Star Team
| Feldspieler:     | Oliver Sommer – Tim Linke – Robin Weisheit – Kevin Wilson |
| Tor:             | Joël Vuilleumier                                          |
| Fair-Play-Pokal: | Österreich                                                |

## Statistik
Abkürzungen: Sp = Spiele, T = Tore, V = Assists, Pkt = Punkte, +/− = Plus/Minus, SM = Strafminuten; Fett: Turnierbestwert
| Spieler          | Mannschaft     | Pkt | T  | V  | SM |
| ---------------- | -------------- | --- | -- | -- | -- |
| Robin Stilling   | Dänemark       | 17  | 11 | 6  | 2  |
| Fabian Lenz      | Deutschland    | 14  | 9  | 5  | 11 |
| Oliver Sommer    | Dänemark       | 14  | 7  | 7  | 2  |
| Paul Fiedler     | Deutschland    | 12  | 2  | 10 | 4  |
| Robin Weisheit   | Deutschland    | 11  | 7  | 4  | 0  |
| Sebastian Alsing | Dänemark       | 11  | 6  | 5  | 12 |
| David Weisheit   | Deutschland    | 10  | 4  | 6  | 4  |
| Vincent Monbaron | Schweiz        | 9   | 6  | 3  | 0  |
| Paul Lane        | Großbritannien | 8   | 5  | 3  | 2  |
| Kevin Wilson     | Deutschland    | 8   | 4  | 4  | 5  |